# Тіффані Алворд
Тіффані Лін Алворд (англ. Tiffany Lynn Alvord, нар. 11 грудня 1992, Палмдейл, Каліфорнія, США) — американська співачка й авторка пісень, яка стала відомою завдяки своїм кавер-пісням на YouTube. Вона була названа однією з перших «домашніх знаменитостей» цього хостингу. Дівчина має з більш ніж 600 мільйонів відео-переглядів і більше 3 мільйонів підписників в YouTube. Також має сильну підтримку в інших соціальних мережах, включаючи понад 2,6 мільйонів шанувальників в Facebook і понад 350 тисяч в Twitter. У грудні 2012 року Алворд виступила на Таймс-сквер, на сцені Nivea, разом з Карлі Рей Джепсен, Train, PSY та Тейлор Свіфт в рамках святкування Нового року в 2012 році.

## Біографія
Тіффані Алворд народилася 11 грудня 1992 року в Каліфорнії. Мати дівчини – Шері Алворд працює її менеджером. Вона є другою наймолодшою дитиною з семи, має шість братів. У початковій школі дівчина навчилася грати на фортепіано. Почала писала свої перші пісні до десяти років. У 14 вона навчилася грати на гітарі – другому музичному інструменті. На наступний рік, у квітні 2008 року, опублікувала свою першу пісню на YouTube. Тіффані є мормонкою.
Дівчина тренувалася як гімнастка протягом дев'яти років, і чотири роки брала участь у різних змаганнях, доки не отримала травму під час одного з них. Закінчила школу в 2010 році. Тіффані відклала навчання в коледжі , щоб зосередитися на своїй музиці.

## Музична кар'єра
Кар'єра Тіффані Алворд включає в себе виступи у Канаді, Англії, Китаї, Сінгапурі, Таїланді, Індонезії, Малайзії та Філіппінах. Вона побувала з Boyce Avenue в їх американському турі в лютому і березні 2011 року, та з Алексом Гуотом в американському турі між серпнем і вереснем того ж року.
Перший альбом співачки «Ive Got It Covered» вийшов 23 червня 2011 року в Сполучених Штатах, і містив десять кавер-пісень. 20 грудня 2011 року вона випустила свій другий студійний альбом, який складався суто з власних пісень – «My Dream».
У червні 2012 року Алворд посіла перше місце в конкурсі артистів, вигравши $ 25,000 Гран-прі. Потім на 29 червня 2012 року, вона випустила свій третій альбом «I've Got It Covered Vol. 2», який, як і перший, мав 10 кавер-пісень, популярних на її каналі YouTube. 18 вересня 2012 року співачка випустила свій четвертий альбом на iTunes під назвою «My Heart Is». У грудні 2012 року вона виступила на Таймс-сквер на сцені Nivea з Карлі Рей Джепсен, Train, PSY і Тейлор Свіфт в рамках святкування Нового року 2012 року.
Алворд була в турі в чотирьох різних країнах Південно-Східної Азії в березні 2013 року, та Західному узбережжю США в квітні 2013 року з іншою зіркою YouTube Джейсоном Ченьом. У липні 2013 року вона вперше виступила в Європі наживо, очоливши аншлагові шоу в Лондоні, включаючи історичний Лондонський Іподром. Під час поїздки Тіффані дала інтерв'ю у прямому ефірі з Саймоном Ледерманом на 94.9 BBC Radio, Лондон.
13 серпня 2013 року співачка випустила свій п'ятий альбом «Ive Got It Covered Vol. 3». В наступному році вийшов альбом «Legacy».
Алворд була на різних обкладинках та інтернет-виданнях, включаючи The Wall Street Journal, The New York Times, Fortune magazine, Alternative Pressmagazine, Ora TV, Empty Lighthouse Magazine, AdWeek, Yareah magazine, та AOL On.
На даний момент співпрацює з Taylor Made Studios, RAWR Session. Разом із близьким другом та відомим співаком Джейсоном Ченьом записали кавер на пісню «Moves Like Jagger» — Maroon 5.

## Дискографія
| Альбом                                                   | Дата виходу      |
| -------------------------------------------------------- | ---------------- |
| RAWsession in Los Angeles (міні-альбом) (лише на iTunes) | 2 листопада 2010 |
| I’ve Got it Covered                                      | 23 червня 2011   |
| My Dream                                                 | 20 грудня 2011   |
| I’ve Got It Covered Vol. 2                               | 29 червня 2012   |
| My Heart Is (міні-альбом)                                | 18 вересня 2012  |
| I’ve Got it Covered Vol. 3                               | 13 серпня 2013   |
| Legacy                                                   | 12 серпня 2014   |
| I've Got it Covered Vol. 4                               | 10 жовтня 2014   |
| I've Got it Covered Vol. 5                               | 6 січня 2016     |
| I've Got it Covered Vol. 6                               | 6 січня 2016     |

## Кавер-пісні
- «Mean» Тейлор Свіфт (з Jake Coco)
- «Forget you» Cee Lo Green
- «Pray» Джастін Бібер
- «Rolling in the Deep» Адель (з Jake Coco)
- «Who Says» Selena Gomez & the Scene (з Меган Ніколь)
- «Born This Way» Леді ҐаҐа (з Megan & Liz)
- «E.T.» Кеті Перрі
- «Tonight Tonigh» Hot Chelle Rae
- «The Edge of Glory» Леді ҐаҐа
- «The Story of Us» Тейлор Свіфт
- «Back to December» Тейлор Свіфт
- «I just wanna run» Downtown Fiction
- «Grenade» Бруно Марс
- «Firework» Кеті Перрі
- «King of anything» Sara Bareilles
- «Misery» Maroon 5
- «Magic» B.o.B у дуеті з Rivers Coumo
- «"Love the Way You Lie» Ріанна з Eminem
- «Dynamite» Taio Cruz
- «Billonare» Бруно Марс з Travie McCoy
- «Airplanes» B.o.B з Гейлі Вільямс
- «When I look at you» Майлі Сайрус
- «Break your heart» Taio Cruz (з Христиною Гріммі)
- «Need you now» Lady Antebellum
- «Baby» Джастін Бібер
- «Hey soul sister» Train
- «Replay» Iyaz
- «Fallin for you» Колбі Кейллат
- «Jump then fall» Тейлор Свіфт
- «Stop and stare» OneRepublic
- «Say it Again» Marie Digby
- «This is me» Демі Ловато
- «Kiss the Girl» Little Mermaid (з Megan)
- «Teardrops on My Guitar» Тейлор Свіфт
- «One step at a Time» Джордін Спаркс
- «7 things» Майлі Сайрус
- «Fall for you» Secondhand Serenade
- «Bottom of the ocean» Майлі Сайрус
- «Love Story» Тейлор Свіфт
- «Lovebug» Jonas Brothers
- «Butterfly Fly Away» Майлі Сайрус
- «The climb» Майлі Сайрус
- «Catch me» Демі Ловато
- «Fireflies» Owl City
- «Down» Jay Sean
- «Love You Like a Love Song» Selena Gomez & The Scene
- «Moves Like Jagger» Maroon 5 з Крістіною Агілерою (з Jason Chen)
- «Ass Back Home» Gym Class Heroes (з Luke Conard)
- «Wannabe» Spice Girls (з Megan та Liz)
- «Safe and Sound» Тейлор Свіфт (ft. Megan Nicole)
- «It will rain» Bruno Mars (з Hannah Jones)
- «We Found Love» Ріанна (з Andy Lange)
- «Secrets» OneRepublic
- «Call me maybe» Карлі Рей Джепсен
- «Glad You Came» The Wanted
- «Boyfriend» Джастін Бібер